# 神話 (書)
《神話》（Mythology: Timeless Tales of Gods and Heroes），是伊迪絲·漢密爾頓所寫的書籍，由利特爾布朗公司於1942年出版。內容描述希臘、羅馬神話與北歐神話。主要說明古典詩人的史詩與描述，以及諸神象徵的文化特徵。此書常作在大學作為研究神話的入門文本。
這本書經過多次修訂，由不同的出版社重新發布，中譯本亦有許多譯名，其中包含《神話》、《希臘羅馬神話》、《希臘羅馬神話故事》、《希臘羅馬神話：永恆的諸神、英雄、愛情與冒險故事》。